# Jerzy Porębski

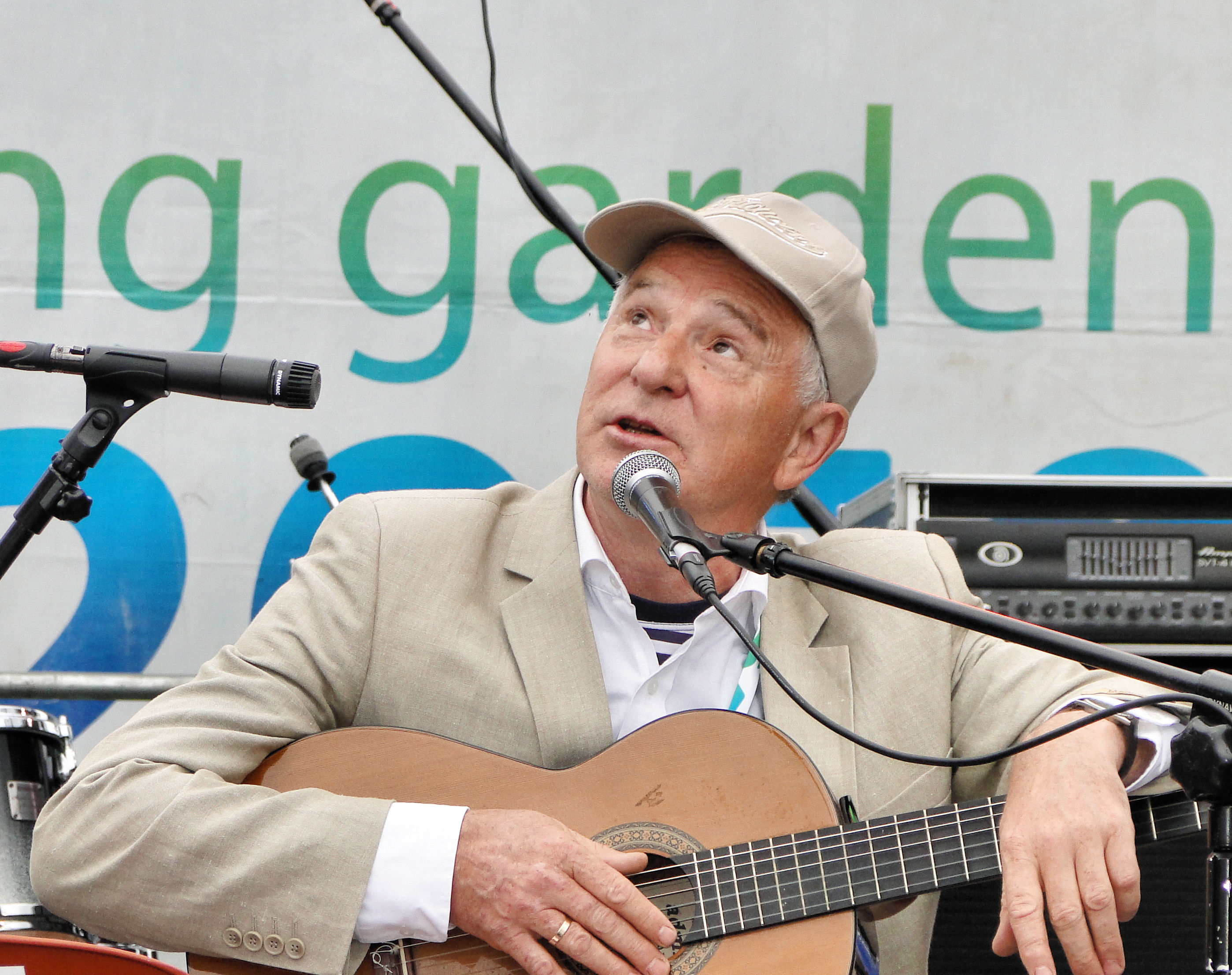
Jerzy Porębski

Jerzy Porębski (geboren am 28. März 1939 in Sosnowiec; gestorben am 19. August 2021) war ein polnischer Wissenschaftler, Sänger, Interpret von Shantys und Autor von Seeliedern, Publizist, Fischer und Segler sowie Förderer der Shanty-Bewegung in Polen. Mitglied des Programmrats der Polnischen Seefahrtsstiftung. Autor des bekanntesten polnischen Shanty-Liedes „Gdzie ta keja?“.

## Lebenslauf
Im Jahr 1956 absolvierte er das I. Allgemeinbildende Gymnasium im. Jana Smolenia in Bytom, anschließend Jagiellonen-Universität in Krakau, dort erhielt er den Doktortitel in biologischer Ozeanografie.
Im Jahr 1965 begann er seine Arbeit am Seefischerei-Institut in Świnoujście und fuhr auf dem polnischen ozeanographischen Forschungsschiff RV Profesor Siedlecki. Im Jahr 1982 gründete er zusammen mit Ryszard Muzaj, Marek Szurawski und Janusz Sikorski die Musikgruppe „Stare Dzwony“. Er wohnte in Lubin in der Gemeinde Międzyzdroje auf der Insel Wolin. Er wurde auf dem Friedhof in Świnoujście beigesetzt (Sektor / Reihe / Nummer E1 / D1 / 3).
Im Jahr 2015 wurde er mit der Ehrenbürgerschaft von Świnoujście ausgezeichnet.

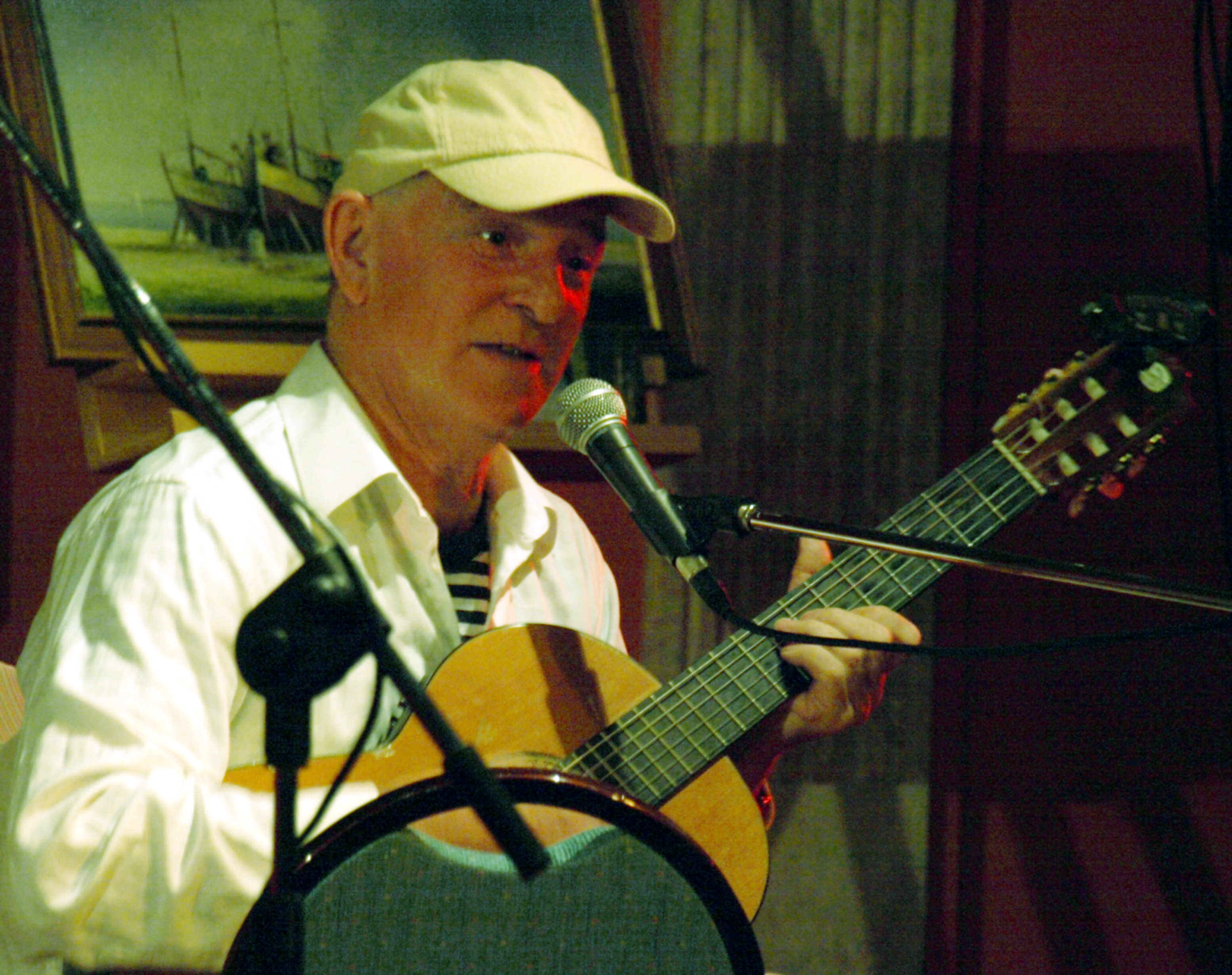
Jerzy Porębski während eines Konzerts im Nadmorski Hotel in Gdynia (2010)

- Z rybakami w świat
- Znów popłynę na morze
- Dziękuję Ci Oceanie
- Niedaleko mojego domu
- Niech tak zostanie...

## Gedenken
Am 30. September 2021 beschloss der Stadtrat von Świnoujście auf Antrag des Initiativkomitees einstimmig eine Resolution zur Benennung der Sportstätte des Yachthafens im Nordbecken von Świnoujście in Yachthafen Jerzy Porębski.
Am 23. Juli 2022 wurde auf dem Fischerplatz in Świnoujście ein Denkmal für Jerzy Porębski enthüllt, das von Robert Sobociński in seiner Werkstatt gegossen wurde.